# Haulchin
Haulchin (Niederländisch: Halcim) ist eine französische Gemeinde mit 2.307 Einwohnern (Stand: 1. Januar 2022) im Département Nord in der Region Hauts-de-France. Sie gehört zum Gemeindeverband La Porte du Hainaut, zum Arrondissement Valenciennes und zum Kanton Aulnoy-lez-Valenciennes. Die Einwohner heißen Haulchinois(es).

## Geografie
Die Gemeinde Haulchin liegt im Nordfranzösischen Kohlerevier, sechs Kilometer südwestlich von Valenciennes. Durch die Gemeinde fließt die kanalisierte Schelde (frz. Escaut). Umgeben wird Haulchin von den Nachbargemeinden Wavrechain-sous-Denain im Norden, Rouvignies im Nordosten, Prouvy im Osten, Thiant im Südosten und Süden, Douchy-les-Mines im Südwesten sowie Denain im Westen.
Durch die Gemeinde führen die Autoroute A2 und die frühere Route nationale 30 (heutige D630). Im Südwesten der Gemeinde befindet sich ein Treibstoff-Tanklager.

## Geschichte
Der Ort wurde erstmals 877 urkundlich erwähnt, als Karl der Kahle den Ort an das Kloster von Denain schenkte.

### Bevölkerungsentwicklung
| Jahr                       | 1962 | 1968 | 1975 | 1982 | 1990 | 1999 | 2006 | 2012 | 2020 |
| Einwohner                  | 2070 | 2732 | 2945 | 2746 | 2651 | 2566 | 2377 | 2329 | 2328 |
| Quellen: Cassini und INSEE |      |      |      |      |      |      |      |      |      |

## Sehenswürdigkeiten
- Kirche Mariä Himmelfahrt (Église Notre-Dame-de-l'Assomption)
- Pyramide, Mahnmal für die Schlacht von Denain von 1712, 1781 erbaut (Monument historique)

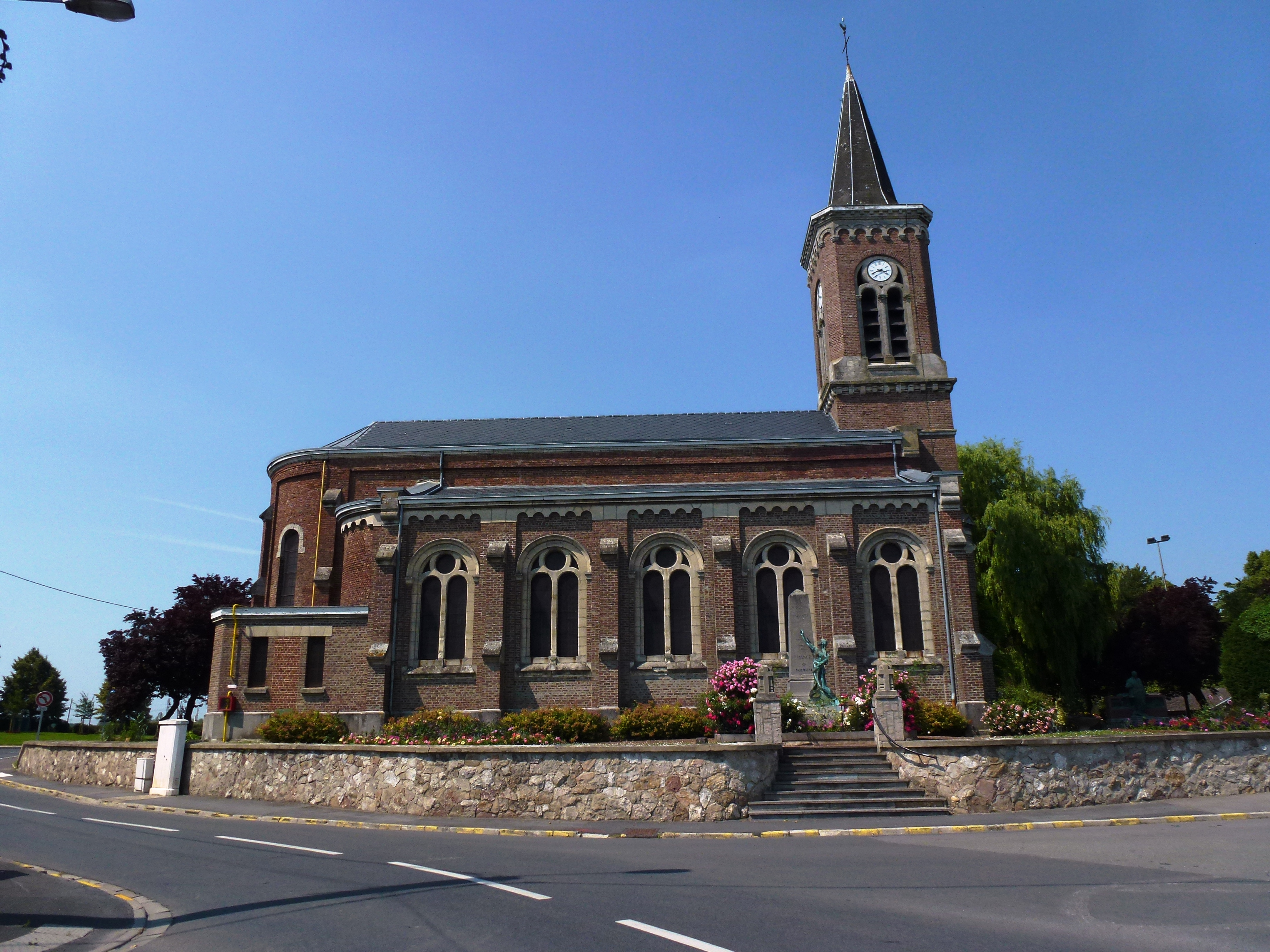
Kirche Mariä Himmelfahrt
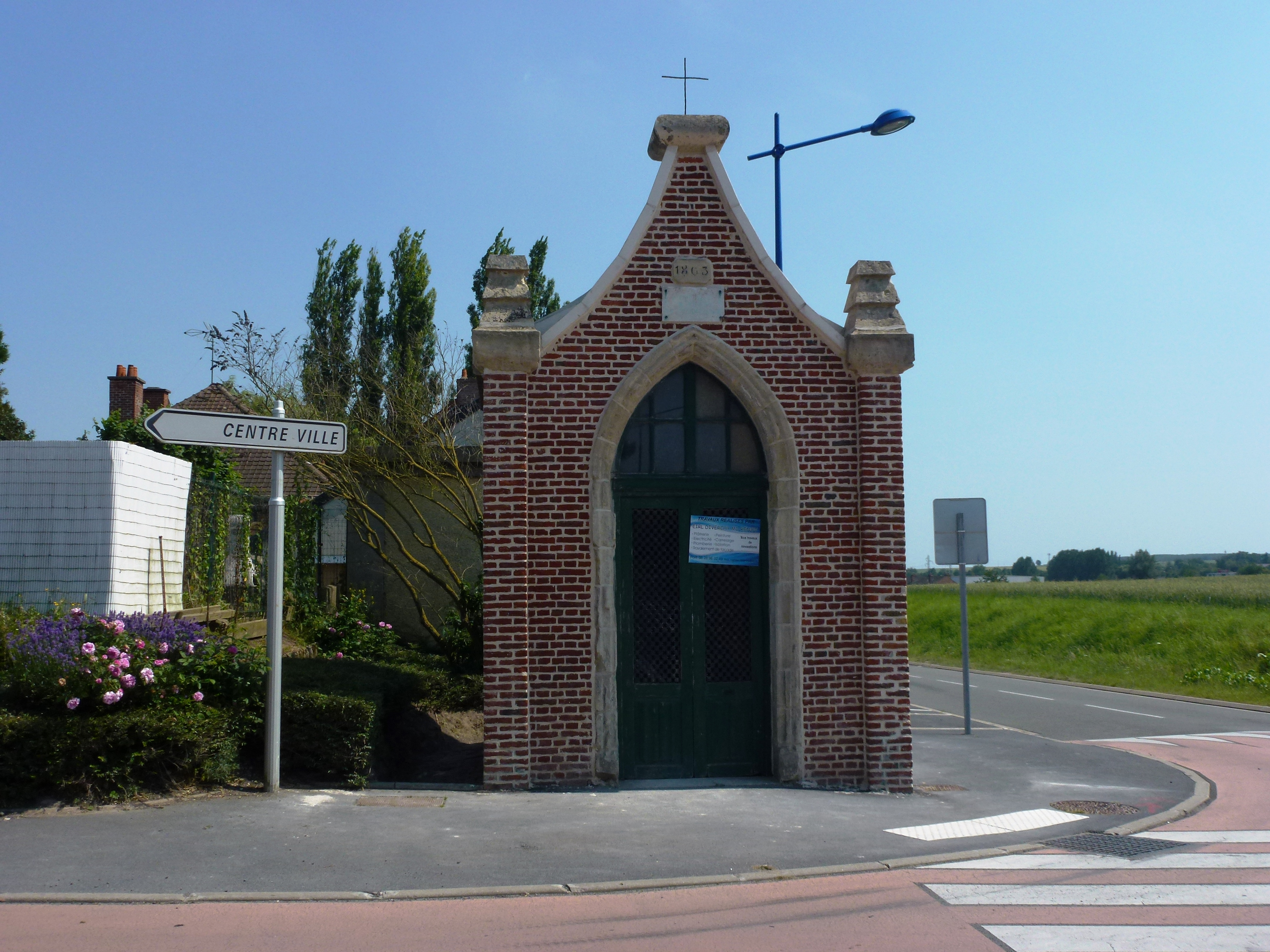
Oratorium
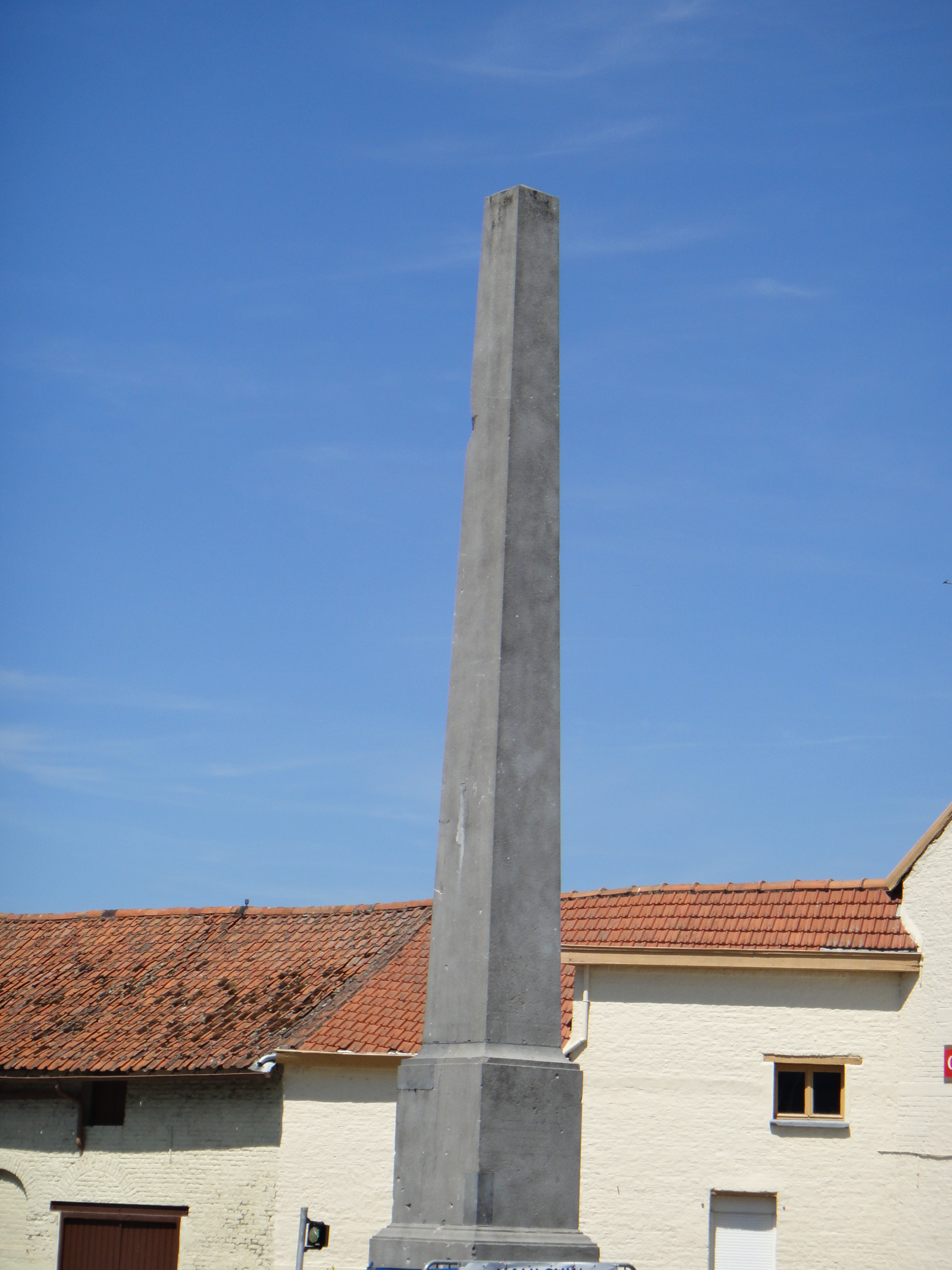
Obelisk zur Erinnerung an die Schlacht bei Denain
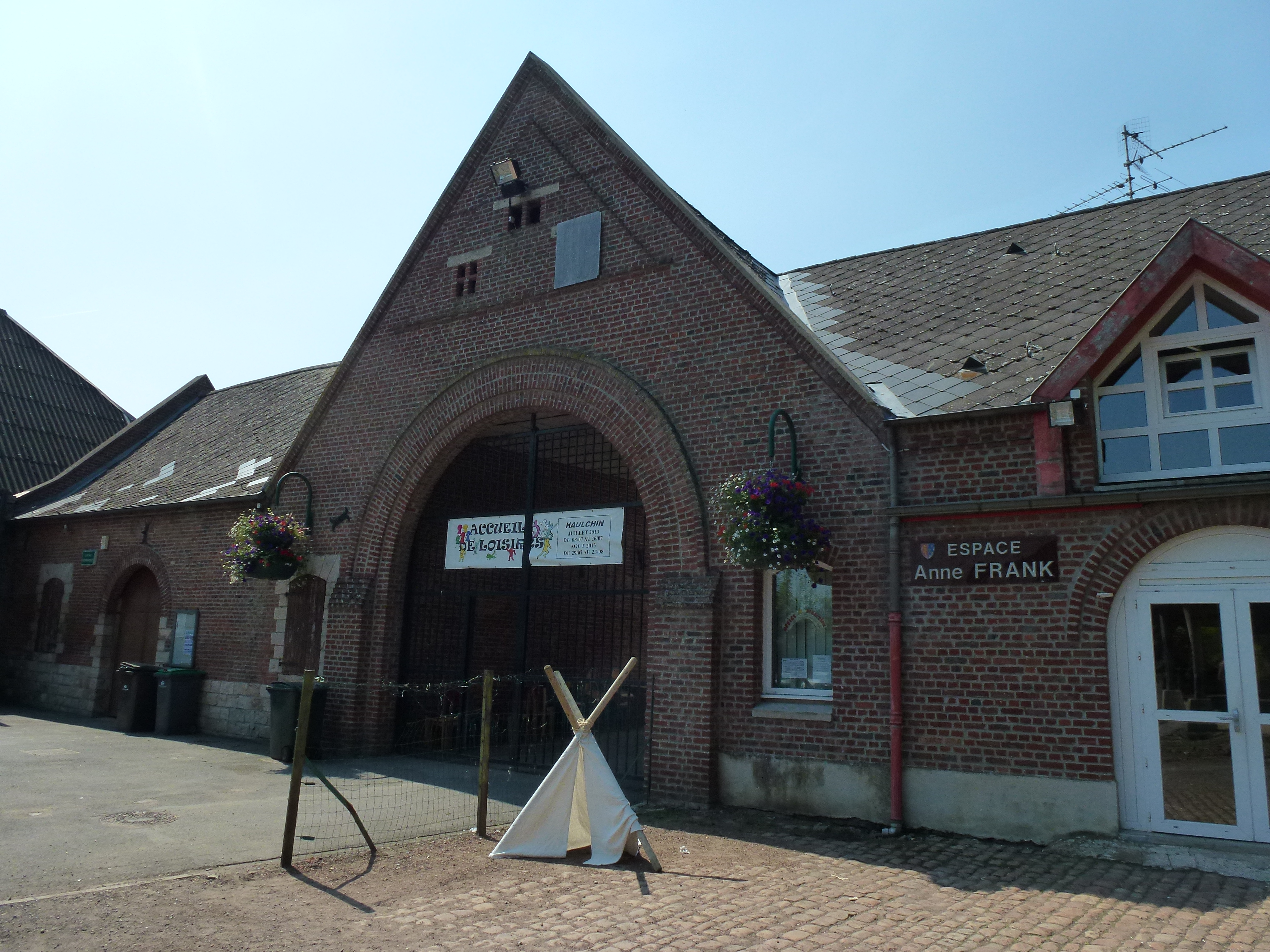
Anne-Frank-Gedenkhaus
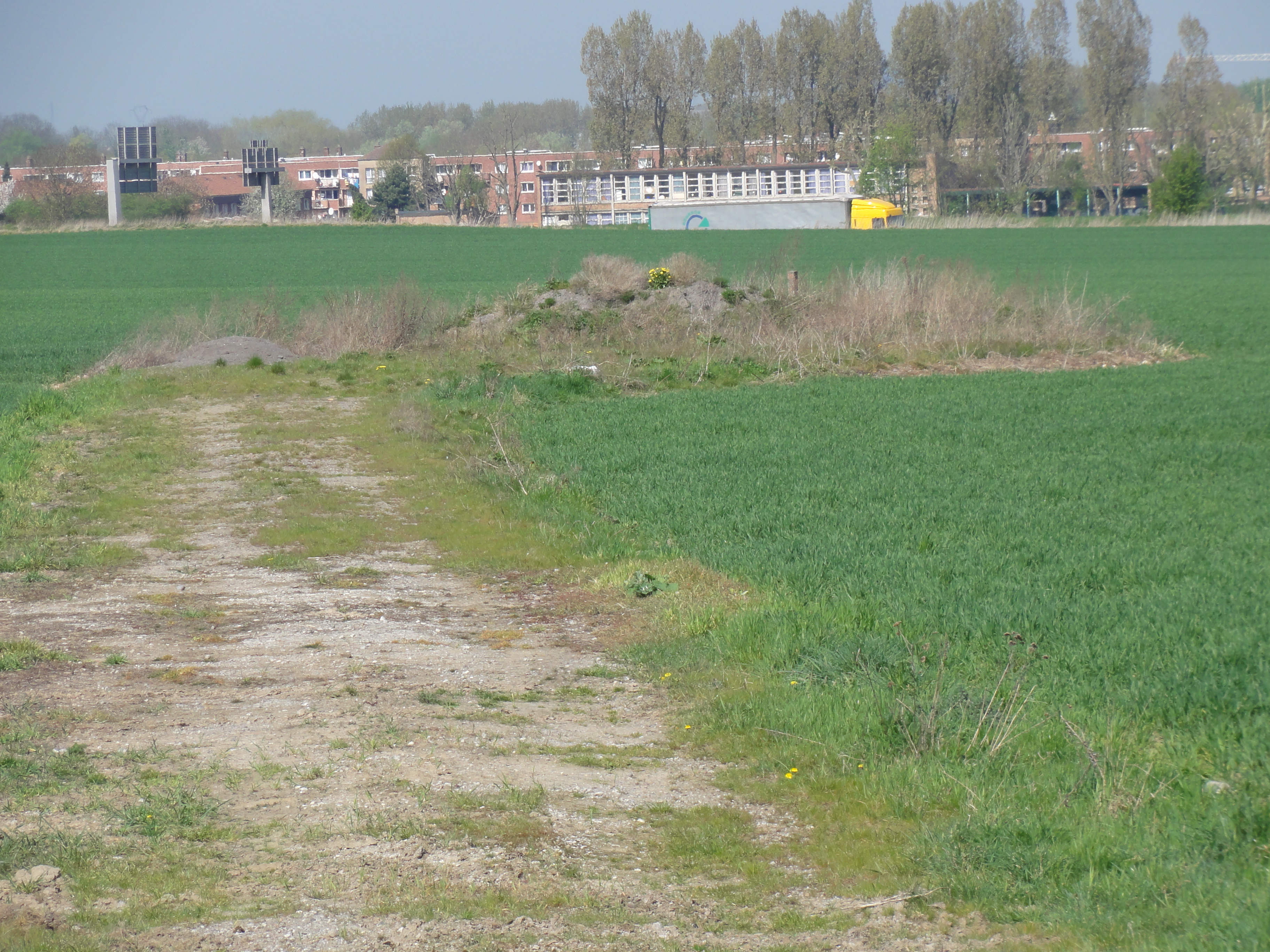
Ehemaliges Kohlezechen-Gelände
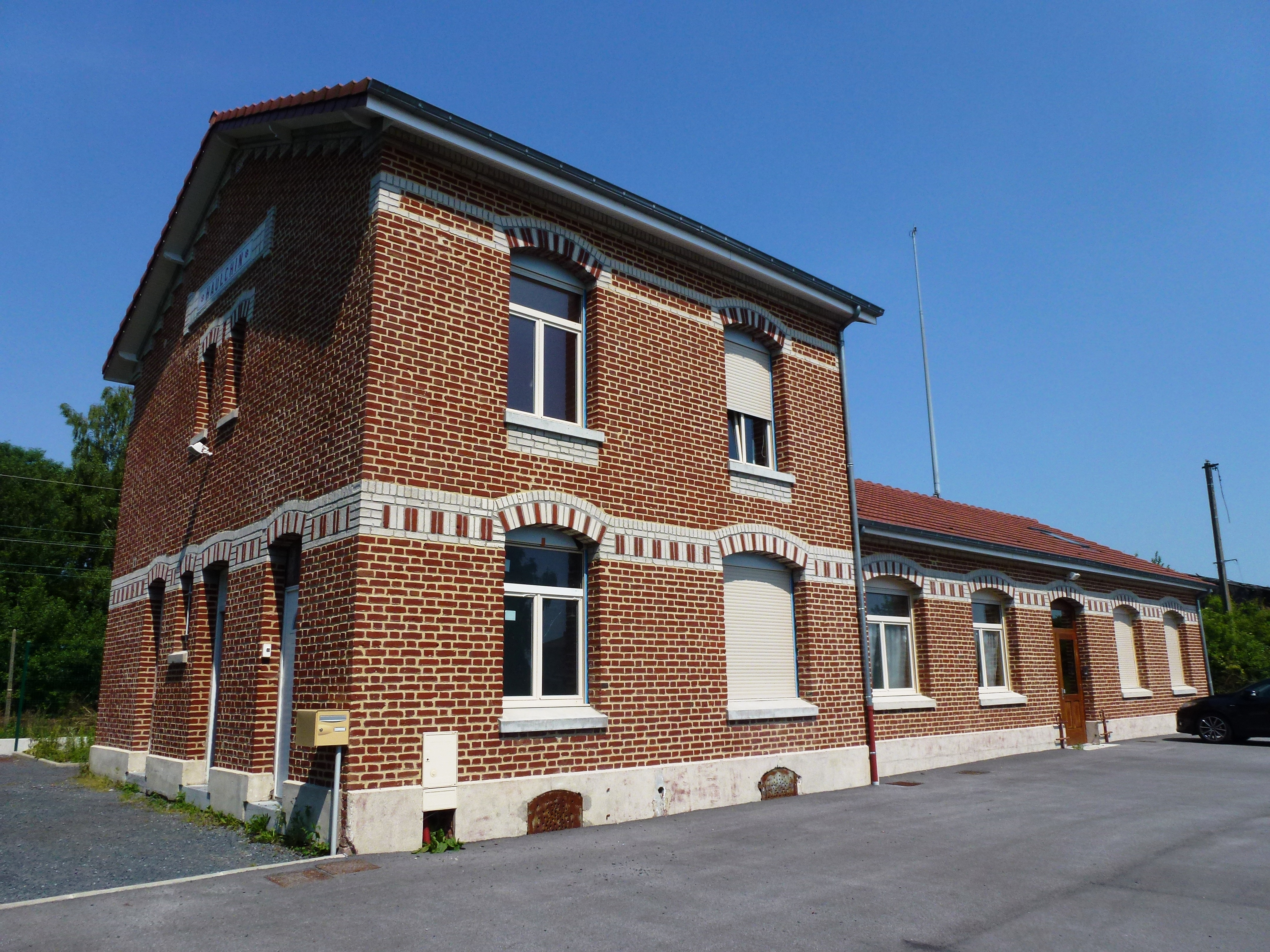
Ehemaliger Bahnhof Haulchin-Thiant
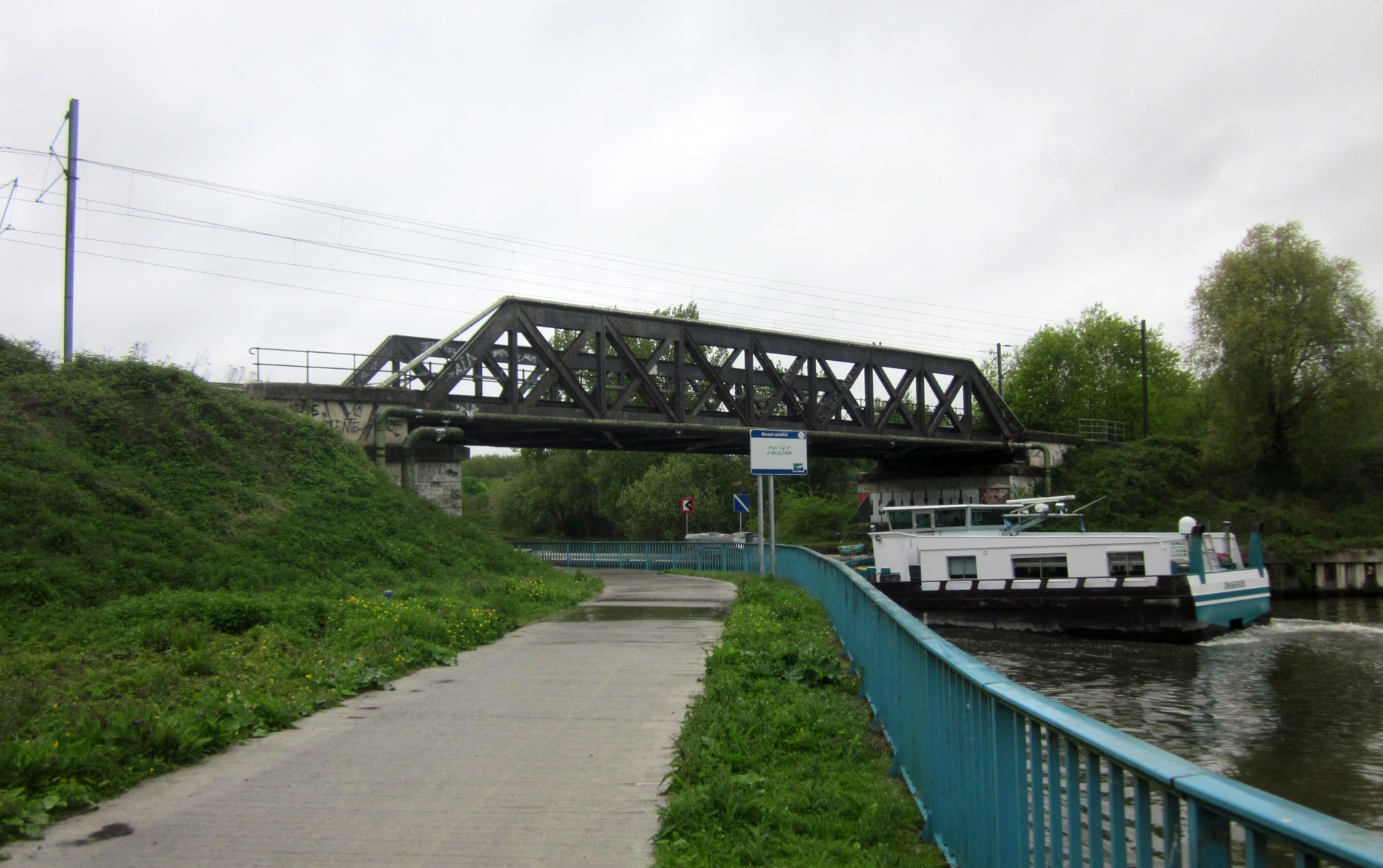
Eisenbahnbrücke über die Schelde
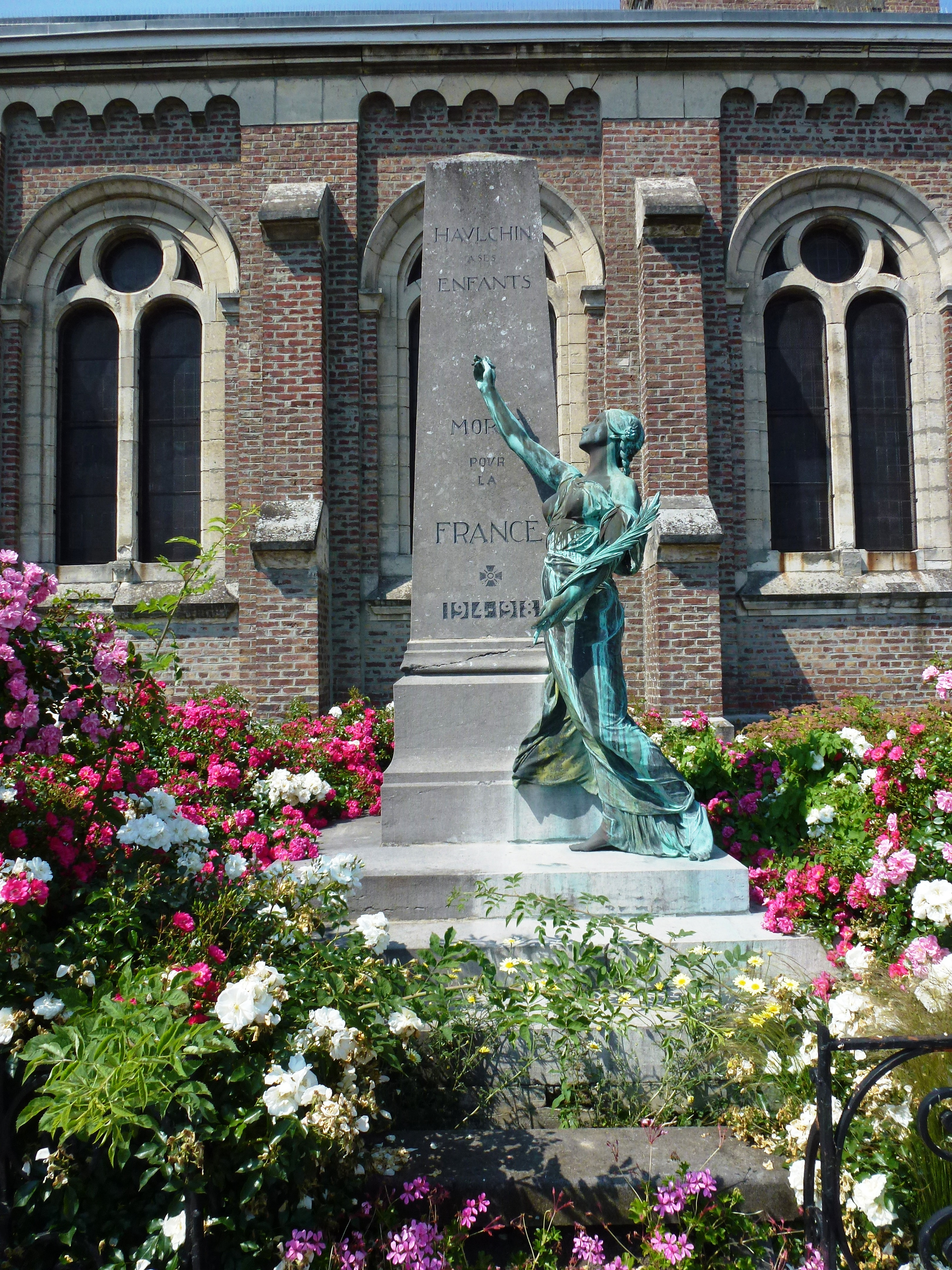
Gefallenendenkmal